# Las Vegas Film Critics Society
La Sociedad de Críticos de Cine de Las Vegas (LVFCS), es una asociación estadounidense de críticos de cine, con sede en Las Vegas (Nevada), Estados Unidos y fundada en 1997. La sociedad, también llamada Premios Sierra, se encarga de premiar a las "Mejores películas del año", siendo votadas por sus diversos críticos de cine anualmente.

## Categorías de premios
- Mejor película
- Mejor director
- Mejor actor
- Mejor actriz
- Mejor actor de reparto
- Mejor actriz de reparto
- Mejor reparto
- Mejor guion
- Mejor dirección de arte
- Mejor diseño de vestuario
- Mejor fotografía
- Mejor edición
- Mejores efectos visuales
- Mejor canción
- Mejor banda sonora
- Mejor película en lengua extranjera
- Mejor película de acción
- Mejor película animada
- Mejor película documental
- Mejor película familiar
- Mejor artista novel
- Premio a la Trayectoria[3]